# جون جوزيف ماثيوز
جون جوزيف ماثيوز (بالإنجليزية: John Joseph Mathews)‏ (16 نوفمبر 1894، بوهوسكا في الولايات المتحدة - 16 يونيو 1979)؛ روائي أمريكي.

## الجوائز
- زمالة غوغنهايم